# Revistas de beefcake

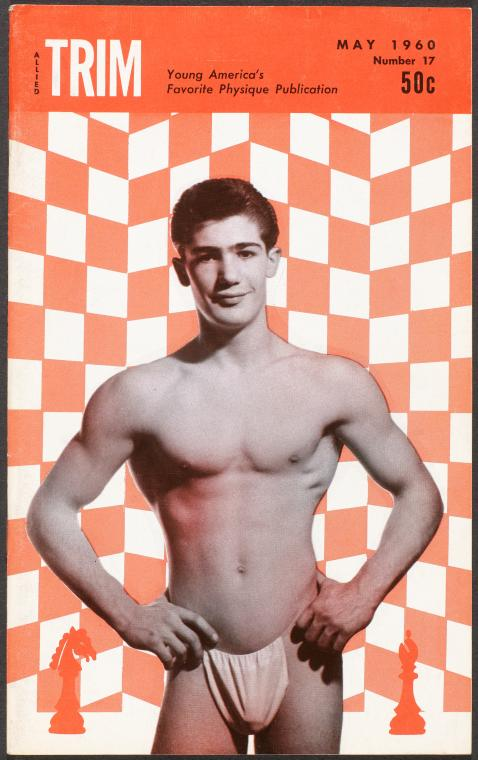
Capa do número 17 da revista TRIM, uma publicação culturista pensada para gays.

As revistas de beefcake eram revistas publicadas sobretudo na América do Norte, entre as décadas de 1930 e de 1960, com fotos de jovens atraentes e musculosos, quase nus, em poses atléticas. O seu público-alvo eram sobretudo os homens gay mas, até à década de 1960, eram apresentadas como sendo revistas dedicadas apenas ao corpo e à saúde: os modelos eram fotografados muitas a praticar exercício físico . 
Por causa da cultura puritana da época e das leis americanas sobre publicação de materiais obscenos, não era possível vender publicamente pornografia gay e os homens gay compravam as revistas de beefcake, que tinham autorização para serem vendidas em bancas de jornal, livrarias e drogarias. 

## História das revistas de beefcake nos EUA
Em dezembro de 1945, o pioneiro da pornografia gay Bob Mizer fundou a Athletic Model Guild, ou AMG. A AMG, de Mizer, publicou a Physique Pictorial, a primeira revista a apresentar exclusivamente nus masculinos, e produziu o filme Beefcake, que documenta o seu trabalho e o desenvolvimento do mundo das revista de beefcake. Mais tarde, H. Lynn Womack publicou diversas revistas, tais como Manorama, MANual, Fizeek e Trim, tendo sido um dos protagonistas do processo MANual Enterprises versus Day (1962). Entre 1964 e 1967, Clark Polak publicou a revista DRUM . 
Na década de 1960, à medida que a repressão legal e policial sobre a pornografia foi abrandando, as revistas de beefcake foram abandonando a fachada de tratarem de exercício físico e bodybuilding. O Supremo Tribunal dos Estados Unidos, no famoso julgamento MANual Enterprises v. Day, 370 U.S. 478, em 1962, decidiu que as fotografias de nus masculinos não eram obscenas. Rapidamente surgiram diversas revistas softcore de pornografia gay, que apresentavam modelos masculinos completamente nus, alguns deles tumescentes. No final da década, face à concorrência destas novas revistas, o mercado de revistas de beefcake entrou em colapso. 
A revista Young Physique é um excelente exemplo do género. Trazia sempre uma folha central destacável, com uma foto de um jovem modelo vestindo apenas um fio dental, e conjuntos criativos projetados pelo conhecido fotógrafo gay James Bidgood. A publicação de fotografias contendo nudez total foi ilegal até 1962. Por esse motivo, todos os modelos tinham de usar alças ou redes de posar, semelhantes ao fio dental. Dado que a Young Physique estava disponível em papelarias e bancas de jornais de todos os Estados Unidos, mesmo nas cidades mais pequenas do interior, as cópias desta revista constituiram o primeiro contacto que a maioria dos jovens homossexuais da década de 1960 teve com o mundo gay. 
Nas décadas de 1980 e 1990, as revistas de beefcake tiveram um ressurgimento devido a um renovado interesse em preparação física e ginásios, bem como ao início da epidemia da SIDA. Diversas revistas, tais como Men's Workout, Exercise for Men Only e Men's Exercise tiveram grande sucesso. Estas revistas apostavam em ilustrações, fotografias e imagens, em contraste com as revistas de fitness, que se baseavam mais em textos, tais como a Men's Fitness . Muitas das imagens eram sexualmente sugestivas ou homoeróticas, apresentando, por exemplo, modelos masculinos a desabotoar as calças ou quase completamente nus. Alguns incluíam perfis de strippers masculinos e alguns dos modelos masculinos apareciam também na Playgirl . 

## Revistas
- Revistas em tamanho real
  - Beach Adonis
  - Demi-Gods
  - Face and Physique
  - Mr. America
  - Muscle Boy
  - Muscles a Go-Go
  - Teen Torso
  - Tomorrow's Man Special
  - Young Physique (EUA, 1958 - 1968), uma das revistas mais populares de beefcake,  amplamente disponível em todos os Estados Unidos. Tinha uma folha central semelhante à da Playboy.
- Revistas de bolso
  - Adonis
  - Art and Physique
  - Body Beautiful
  - Fizeek Art Quarterly[2]
  - Grecian Guild Pictorial
  - Male Figure
  - Male Pix
  - Man Alive
  - Manorama
  - MANual
  - Man's World
  - Mars
  - Muscle Teens
  - 101 Boys Art
  - Physique Illustrated
  - Physique Artistry
  - Physique Pictorial
  - Scan
  - Tomorrow's Man
  - Trim
  - Vim